# Ruth Maguire
Ruth Bernadette Maguire és una política del Partit Nacional Escocès (SNP) que ha estat diputada al Parlament escocès per Cunninghame South d'ençà les eleccions al Parlament escocès del 2016. Maguire va ser elegida consellera pel Consell d'Ayrshire del Nord el 2012, a la sala d'Irvine West. El seu pare és John Finnie, qui és membre del parlament escocès del Partit Verd Escocès per la regió Highlands and Islands.